# Калугин, Валерий Алексеевич
Вале́рий Алексе́евич Калу́гин (6 апреля 1938 — 17 ноября 2006) — российский дипломат.

## Биография
Окончил  Московский государственный институт международных отношений (МГИМО) МИД СССР (1963) и Курсы усовершенствования руководящих дипломатических кадров при Дипломатической академии МИД СССР. Владел английским и урду языками. На дипломатической работе с 1963 года.
- В 1989— 1993 годах — советник-посланник Посольства СССР, затем (с 1991) России в Пакистане.
- В 1994—1996 годах — заместитель директора Первого департамента Азии МИД России.
- В 1996—1998 годах — заместитель директора Третьего департамента СНГ МИД России.
- С 19 ноября 1998 по 29 сентября 2003 года — чрезвычайный и полномочный посол Российской Федерации в Ботсване[1][2].

С 2003 года — на пенсии.

## Дипломатический ранг
- Чрезвычайный и полномочный посланник 2 класса (26 июня 1990)[3].
- Чрезвычайный и полномочный посланник 1 класса (11 марта 2001)[4].